# The Circus Maximus
The Circus Maximus è il nono album del gruppo heavy metal statunitense Manilla Road, pubblicato nel 1992. Originariamente, avrebbe dovuto essere il primo album solista di Mark Shelton, ma fu pubblicato a nome del gruppo per far vendere più copie.

## Tracce
1. Throne of Blood – 5:01
2. Lux Aeterna – 8:01
3. Spider – 7:15
4. Murder by Degrees – 4:38
5. No Sign from Above – 5:23
6. In Gein We Trust – 6:47
7. Flesh and Fury – 4:11
8. No Touch – 6:20
9. Hack It Off – 4:04
10. Forbidden Zone – 8:41
11. She's Fading – 8:00

## Formazione
- Mark Shelton - voce, chitarra
- Andrew Coss - voce
- Scott Park - basso
- Randy Foxe  - batteria, tastiere